# Chauchailles
Chauchailles - község Franciaország déli részén, Lozère megyében.

## Fekvése
Chauchailles az Aubrac-hegység északi peremén fekszik, 1000 méteres  (a községterület 918-1257 méteres) tengerszint feletti magasságban, a Rouanel patak völgyében. Nyugati határát a Bès folyó alkotja, mely egyben Lozère és Cantal megyék határa. Nyugatról Saint-Rémy-de-Chaudes-Aigues és Anterrieux, északról Saint-Juéry, keletről Noalhac, délkeletről Saint-Laurent-de-Veyrès, délről Brion községek határolják. A D12-es megyei út köti össze Fournels-lel (6 km) és a Brion községhez tartozó La Chaldette-tel (4 km).
A községhez tartoznak Salecrux, Le Cheylaret, Fraissinoux és Chauchaillettes szórványtelepülések.

## Története
A falu templomáról először  1207-ben történik említés. A történelmi Gévaudan és Auvergne tartományok határán fekvő falu lakossága az utóbbi két évszázadban az elvándorlás következtében 1/5-ére csökkent.

### Demográfia
| Év   | Lakosság |
| ---- | -------- |
| 1793 | 492      |
| 1851 | 418      |
| 1876 | 377      |
| 1901 | 314      |
| 1936 | 239      |

| Év   | Lakosság |
| ---- | -------- |
| 1946 | 253      |
| 1954 | 189      |
| 1962 | 148      |
| 1968 | 126      |

| Év   | Lakosság |
| ---- | -------- |
| 1975 | 135      |
| 1982 | 133      |
| 1990 | 118      |
| 1999 | 97       |
| 2010 | 97       |

## Nevezetességei
- Temploma eredetileg a 13. században épült román stílusban, legszebb része a harangtorony. 1899-ben leégett, de újjáépítették.
- A Fraisse-kastély a 17. században épült egy korábbi kastély helyén. Ma is magántulajdonban van.
- Rocher de Cheylaret – a környék egyetlen vulkanikus eredetű (bazalt) sziklacsúcsa (puech), melyről szép kilátás nyílik. Csúcsán Szűz Mária szobra áll (Notre-Dame des Hautes-Terres).
- A Bès-folyó szurdoka a község nyugati határán.

## Kapcsolódó szócikk
- Lozère megye községei